# S&M Airlines
S&M Airlines é o segundo álbum de estúdio da banda NOFX. Foi lançado em 5 de setembro de 1989, pela Epitaph Records. Foi também o primeiro lançamento do grupo pela Epitaph. Um videoclipe foi feito para a faixa-título. O álbum foi gravado e mixado em apenas seis dias na Westbeach Recorders. Greg Graffin e Brett Gurewitz do Bad Religion (que também produziu o álbum e é o fundador do Epitaph) aparecem na faixa final, um cover da música "Go Your Own Way" do Fleetwood Mac. Eles também fizeram back vocal em outras músicas. O baixista/vocalista Fat Mike considera este o primeiro álbum real do NOFX. Foi fortemente inspirado em Bad Religion e Rich Kids on LSD, e mostrou a banda caminhando mais para um som melódico e metálico. O álbum vendeu 3.500 cópias após seu lançamento. Esse álbum também, é o primeiro com o guitarrista Steve Kidwiller. 
| Críticas profissionais                                                      | Críticas profissionais |
| Avaliações da crítica                                                       | Avaliações da crítica  |
| Fonte                                                                       | Avaliação              |
| --------------------------------------------------------------------------- | ---------------------- |
| allmusic                                                                    | [ 2 ]                  |
| Sputnikmusic                                                                | [ 3 ]                  |
| Esta tabela precisa de ser acompanhada por texto em prosa. Consulte o guia. |                        |

## Faixas
Todas as faixas por Mike Burkett, exceto onde anotado.
1. "Day to Daze" (Fat Mike, Eric Melvin) – 1:54
2. "Five Feet Under" – 2:42
3. "Professional Crastination" (Fat Mike, Eric Melvin) – 2:43
4. "Mean People Suck" – 2:02
5. "Vanilla Sex" – 2:31
6. "S&M Airlines" – 4:40
7. "Drug Free America" (Fat Mike, Eric Melvin) – 3:37
8. "Life O'Riley" (Fat Mike, Eric Melvin) – 1:55
9. "You Drink, You Drive, You Spill" – 2:18
10. "Scream for Change" – 2:52
11. "Jaundiced Eye" – 3:48
12. "Go Your Own Way" (Fleetwood Mac) – 2:18

## Créditos
- Mike Burkett (Fat Mike) - Vocal, baixo, vocal de apoio
- Eric Melvin - Guitarra, vocal de apoio
- Erik Shun - Bateria
- Al Bino - Guitarra
- Greg Graffin - Vocal na faixa 12, vocal de apoio